# Медаља за ревносну службу (2009)
Медаља за ревносну службу има два степена (златна и сребрна медаља) и додељује се за заслуге и изузетне резултате показане у обављању дужности и задатака у областима одбране и безбедности.

## Опис медаље
Медаља је округла, пречника 40 милиметара. Израђена је ковањем у хладном стању од сребра финоће 925/1000, са галванско-декоративном заштитом. Златна медаља је израђена од позлаћеног сребра.
На лицу медаље је, с десне стране, штит величине 16х20 милиметара, у чијем пољу је Мали грб Републике Србије, а изнад њега српска краљевска круна. На левој страни поља је сребрна ловорова гранчица. На наличју медаље налазе се, у доњем делу поља, два укрштена мача, а изнад њих девиза „ЗА РЕВНОСНУ СЛУЖБУ”. Натпис и мачеви су обрубљени на крајевима медаље сребрним перлицама.
Врпца за медаљу израђена је од моариране свиле са три плаве и три беле пруге, у виду равностраног троугла, чије су стране дугачке 50 милиметара. При дну је закачка о којој виси медаља.
Врпце, заменице, израђене су од моариране свиле са плавим и белим пругама ширине 36 милиметара, са једном ивичном златном усправном пругом за златну медаљу, а за сребрну медаљу са једном сребрном ивичном пругом ширине по 4 милиметара.
Медаља се носи на левој страни груди.